# سو ماتسوياما
سو ماتسوياما (باليابانية: 松山崇؛ بالكانا: まつやま たかし) هو مصمم الإنتاج ياباني، ولد في 22 سبتمبر 1908 في كوبه في اليابان، وتوفي في 14 يوليو 1977.

## وصلات خارجية
- سو ماتسوياما على موقع IMDb (الإنجليزية)
- سو ماتسوياما على موقع روتن توميتوز (الإنجليزية)
- سو ماتسوياما على موقع أول موفي (الإنجليزية)
- سو ماتسوياما على موقع قاعدة بيانات الفيلم (الإنجليزية)